# Азербайджано-эквадорские отношения
Азербайджано-эквадорские отношения — двусторонние дипломатические отношения между Азербайджаном и Республикой Эквадор в политической, социально-экономической, культурной и иных сферах.

## Дипломатические отношения
Дипломатические отношения между Азербайджаном и Эквадором впервые были установлены 22 марта 2004 года.
Посольство Азербайджана в Бразилии одновременно аккредитовано в Эквадоре.
В парламенте Азербайджана действует рабочая группа по отношениям с Эквадором. Руководитель группы — Бахтияр Садыгов.
Правительство Эквадора признает территориальную целостность Азербайджана. Эквадор поддерживает позицию Азербайджана в Совете Безопасности ООН.

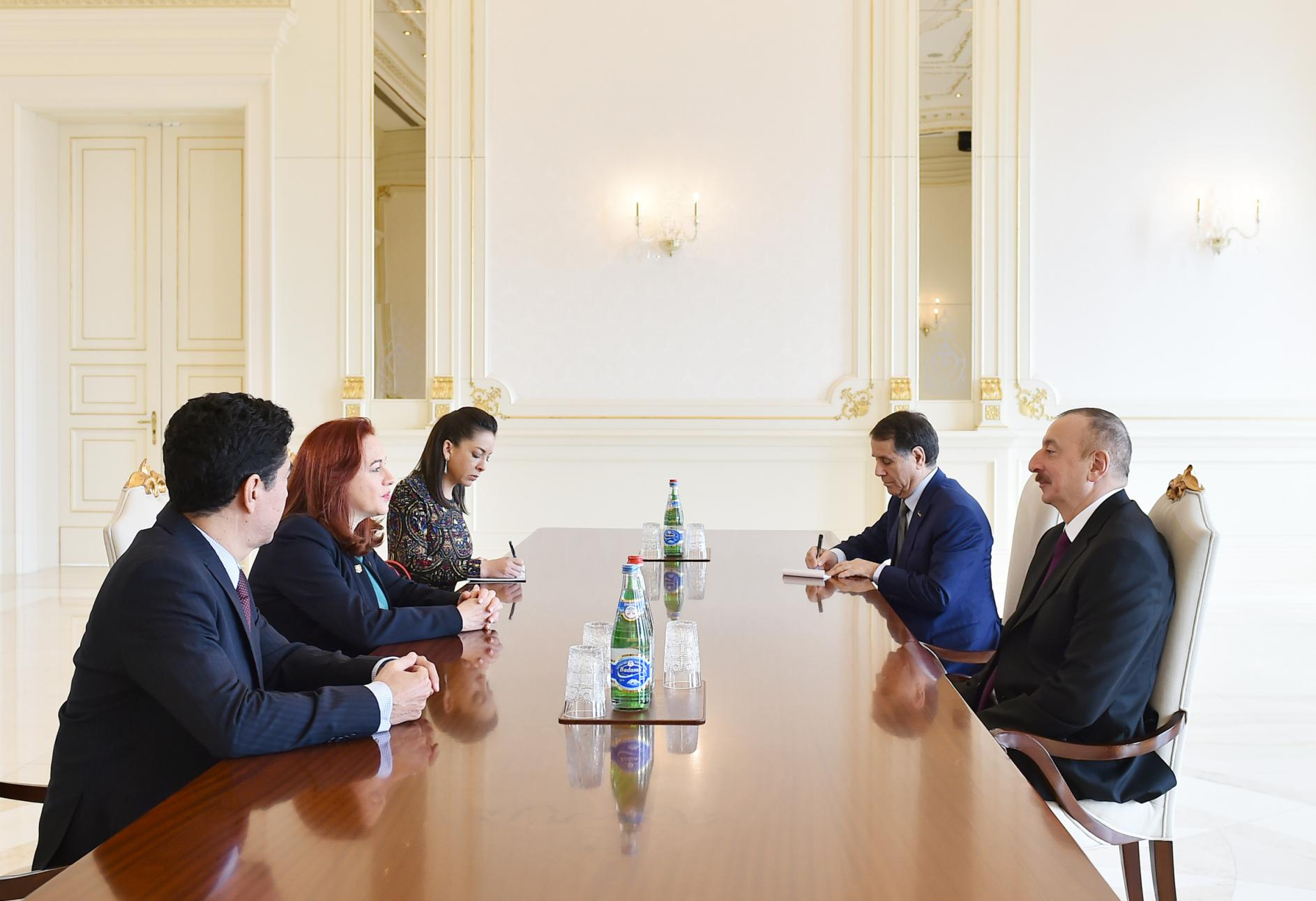
Мария Фернанда Эспиноса Гарсес и Ильхам Алиев Баку 3 апреля 2018

## Официальные визиты
В ноябре 2010 года постоянный представитель Азербайджана при ООН Агшин Мехтиев нанёс официальный визит в Эквадор.
В октябре 2011 года делегация из Эквадора во главе с министром иностранных дел, торговли и интеграции Эквадора Риккардо Паниньо Армандо Ароканом совершила официальный визит в Баку. Это был первый официальный визит делегации из Эквадора на уровне министра. Были проведены встречи министра с президентом Азербайджана Ильхамом Алиевым, премьер-министром Артуром Расизаде, председателем Милли Меджлиса Октаем Асадовым и министром иностранных дел Эльмаром Мамедъяровым. По итогам встречи было подписано соглашение «О намерениях о сотрудничестве между Министерством иностранных дел Азербайджанской Республики и Республикой Эквадор».
В ходе официального визита министра иностранных дел Эквадора Марии Фернанды Эспинозы в Баку в апреле 2018 года для участия в конференции министров стран-участниц Движения неприсоединения были проведены переговоры с Ильхамом Алиевым. Была достигнута договорённость о сотрудничестве в энергетической сфере.
В мае 2019 года состоялся рабочий визит посла Азербайджана в Бразилии и Эквадоре Эльхана Полухова в Эквадор. Состоялась встреча посла с президентом Комитета по суверенитету, интеграции, внешней политике и внутренней безопасности Национальной ассамблеи Эквадора Фернандо Флоресом Васкесом. Были обсуждены перспективы двустороннего сотрудничества.

## Экономическое сотрудничество
В 2009 году в Баку прибыла делегация эквадорских предпринимателей. Были обсуждены вопросы производства и экспорта специального оборудования для холодильных камер, газации бананов, а также технологии выращивания цветов.
Согласно статистическим данным торгового отдела ООН (COMTRADE), в 2014 году объём экспорта машин и механических приспособлений из Азербайджана в Эквадор составил 1,68 тысячи долларов США.
Согласно статистическим данным торгового отделения ООН (COMTRADE), в 2019 году объём экспорта цветов из Эквадора составил 3,91 миллиона долларов США.

### Товарооборот (тыс. долл)
| Год  | Экспорт Азербайджана | Импорт Азербайджана | Сумма товарооборота |
| ---- | -------------------- | ------------------- | ------------------- |
| 2020 | 8,34                 | 40 521,16           | 40 529,5            |
| 2021 | 18,95                | 41 158,72           | 41 177,67           |
| 2022 | 13,32                | 40 794,03           | 40 807,35           |
| 2023 | 0                    | 42 257,05           | 42 257,05           |